# Hyporhamphus capensis
Hyporhamphus capensis är en fiskart som först beskrevs av Thominot, 1886.  Hyporhamphus capensis ingår i släktet Hyporhamphus och familjen Hemiramphidae. Inga underarter finns listade i Catalogue of Life.